# Hermann Oppenländer
Hermann Oppenländer (geboren am 1. September 1900 in Mühlacker; gestorben am 23. September 1973 in Pforzheim) war Volksschullehrer und hauptamtlicher Kreisleiter der NSDAP.

## Ausbildung und frühe Tätigkeiten
Nach Teilnahme am Ersten Weltkrieg begann er eine Ausbildung an den Lehrerseminaren Kirchheim/Teck, Künzelsau, Heilbronn und Backnang, die er 1920 mit der ersten und 1922 mit der zweiten Dienstprüfung erfolgreich abschloss. Es folgten Tätigkeiten als Volksschullehrer in Beilstein, Gschwend, Dörzbach und Vaihingen/Enz, wo er zum Rektor ernannt wurde.

## Tätigkeit als hauptamtlicher Kreisleiter der NSDAP
Bereits zum 12. Juni 1926 trat Oppenländer der NSDAP bei (Mitgliedsnummer 38.416). Nach einer Tätigkeit als Volksschullehrer in Dörzbach, wo er eine Ortsgruppe der NSDAP aufbaute und als Obertruppführer der SA fungierte, zog er sich 1934 aus dem Schuldienst zurück. In der Folge arbeitete er hauptamtlich als Kreisleiter der NSDAP, zunächst in Vaihingen/Enz (1934–1937) und anschließend bis Kriegsende in Schwäbisch Gmünd (1937–1945), wo er die Nachfolge von Alfons Baur angetreten hatte. Darüber hinaus war er Mitglied im NSFK, der NSV und des NSLB und gehörte ab 1938 als Sturmbannführer der SS an.
1938 verschuldete er einen schweren Verkehrsunfall, als er betrunken mit seinem Auto in die Rems fuhr. Gleichwohl die lokalen Zeitungen hierüber mit einem Foto berichteten, blieb Oppenländers Name ungenannt.
In Schwäbisch Gmünd versuchte Oppenländer, den Führungsanspruch der NSDAP in der Kommune kompromisslos umzusetzen. In seine Dienstzeit fällt der sog. Pfarrhaussturm 1938 in Schwäbisch Gmünd und Waldstetten, die Reichspogromnacht und die Beschlagnahmung katholischer Einrichtungen 1940/41, darunter St. Ludwig, St. Elisabeth, St. Josef, St. Bernhard und das Canisiushaus, in welchen Buchländer und andere Ostsiedler untergebracht werden sollten. Zwischen April 1941 und Oktober 1942 war er als Kriegsberichterstatter zur Wehrmacht eingezogen. Kurz nach seiner Rückkehr nach Schwäbisch Gmünd übernahm er ab dem 22. März 1943 zusätzlich die Kreisleitung der NSDAP in Göppingen.
Wenige Tage vor Kriegsende wurden die beiden Zivilisten Robert Haidner und Heinrich Propst, die am 13. April 1945 angetrunken öffentlich „Hitler verrecke! Es lebe Oberst Stauffenberg! Es lebe die Freiheit!“ gerufen hatten, ohne Standgericht und wohl auf direkten Befehl Oppenländers hingerichtet.

## Leben nach 1945
Gleichwohl er sich nur wenige Stunden vor der Einnahme Schwäbisch Gmünds durch die US-Armee am 20. April 1945 mit weiteren Parteigenossen abzusetzen versuchte, wurde er schließlich in Vorarlberg von den Alliierten festgenommen. Durch das obligatorische Spruchkammerverfahren wurde er im März 1948 in die Gruppe der Haupttäter eingeordnet und zu sieben Jahren Arbeitslager, Verlust von Vermögen, Pensionsansprüchen und aktivem und passivem Wahlrecht verurteilt. Bereits wenige Wochen zuvor war er zusammen mit anderen Personen durch das Landgericht Ellwangen zusätzlich u. a. wegen der Tötung der beiden Zivilisten Haidner und Probst und Anstiftung zu Landfriedensbruch zu einer Zuchthausstrafe von zwölf Jahren und vier Monaten Haft verurteilt worden. Bereits 1951 wurde er aus der Haft im Zuchthaus Schwäbisch Hall entlassen und seine Reststrafe auf Bewährung ausgesetzt. Da er mit einem bis April 1958 befristeten Tätigkeits- und Beschäftigungsverbot für den öffentlichen Dienst belegt wurde, konnte er trotz mehrerer Versuche zunächst nicht mehr in den Schuldienst zurückkehren und arbeitete zunächst als Vertreter einer Lehrmittelfirma und 1955 als Textilvertreter.
Nachdem zwei Gnadengesuche Oppenländers vom Januar 1953 und vom Februar 1954 aufgrund der Schwere seiner Schuld noch abgelehnt worden waren, profitierte er von dem Gesetz zur einheitlichen Beendigung der politischen Säuberung vom 13. Juli 1953 und einem Gnadenerlass des Justizministeriums vom 19. März 1956, wonach Personen mit Zuchthausstrafen wieder eine Verwendung im öffentlichen Dienst ermöglicht wurde. Ab dem 1. August 1956 war er im Schulbezirk Mühlacker wieder als Lehrer im Angestelltenverhältnis tätig.
Im April 1959 wurde der sozialdemokratische Landtagsabgeordnete Fritz Helmstädter auf Oppenländer und seine erneute Tätigkeit als Lehrer aufmerksam. Aufgrund eines Nervenzusammenbruches wurde Oppenländer am 12. Oktober 1959 vorübergehende Dienstunfähigkeit attestiert. Zwar blieb er weiterhin als Lehrer angestellt, doch war er seit April 1960 ausschließlich mit Büro- und Organisationstätigkeiten beim Schulamt Mühlacker betraut. Schließlich wurde er im Oktober 1956 durch das Kultusministerium an die Württembergische Landesbibliothek, Ausweichmagazin Ludwigsburg, abgeordnet. Hier war er bis zu seiner Pensionierung 1964 tätig. Er verstarb am 23. September 1973 in Pforzheim.

## Diensttagebuch
Oppenländer begann mit seinem Amtsantritt als Gmünder Kreisleiter der NSDAP ein Diensttagebuch, das er bis 1940 fortführte und in dem er in meist sehr knapp gehaltener Form sowohl Dienstliches als auch Privates notierte. Das Tagebuch wurde 2019 durch das Stadtarchiv Schwäbisch Gmünd als digitale Edition veröffentlicht und ist Open Access verfügbar:
- David Schnur (Bearb.): Das Diensttagebuch des NSDAP-Kreisleiters Hermann Oppenländer in Schwäbisch Gmünd (1937–1940) (= Quellen aus dem Stadtarchiv Schwäbisch Gmünd. Digitale Editionen 1), Schwäbisch Gmünd 2019 (online).